# Hydrophis hendersoni
Espèce
Synonymes
- Distira hendersoni Boulenger, 1903

Hydrophis hendersoni est une espèce de serpents de la famille des Elapidae.

## Répartition
Cette espèce marine est endémique des eaux du golfe du Bengale en Birmanie.

## Publication originale
- Boulenger, 1903 : Description of a new sea snake from Rangoon. Journal of the Bombay Natural History Society, vol. 14, p. 719 (texte intégral).